# 羽鳥美保
羽鳥 美保（はとり みほ）は、アメリカのニューヨークを拠点に活動している女性ミュージシャン。

## 来歴
音楽ユニット、チボ・マット(Cibo Matto)のメンバーで、主にボーカルを担当していた。そのほか、ビースティ・ボーイズのアルバム『ハロー・ナスティ』や、ショーン・レノンのアルバム『イントゥ・ザ・サン』のレコーディング、ゴリラズの1stアルバムでは、同バンドのメンバーであるヌードル役でのボーカル参加など、多くのミュージシャンやバンドとの交流でも知られている。2003年には、スモーキー・ホーメル（ベックやトム・ウェイツのサポート・ギタリストとして知られる）と音楽ユニット「スモーキー&ミホ」を結成し、アルバム『人間の土地』を発表し、ブラジル音楽をとりあげて活動。2005年には、ソロ・アルバム『Ecdysis』を日本とアメリカで発表した。
日本国内では日暮愛葉、城南海のプロデュース、UAへの楽曲提供を務める。また、2007年の映画『神童』や、ファッションブランド「ディーゼル」のショートフィルム（アレクシ・タン監督）の音楽を担当した。

## ディスコグラフィー

### オリジナル・アルバム
- Ecdysis（2006年）
- Between Isekai and Slice of Life ～異世界と日常の間に～(2021年)

### シングル
- Baracuda (2006年)

### Smokey & Miho
- Smokey & Miho Ep （2002年）
- Tempo De Amor （2002年）
- 人間の土地 (邦題) - The Two EPs （2003年）

### 映画音楽
- 神童
- The Killing Of A Chinese Cookie
- xXx: A Forbidden Love Story